# Piencourt
Cet article possède un paronyme, voir Biencourt.
Piencourt est une commune française située dans le département de l'Eure, en région Normandie.

## Géographie

### Localisation
Piencourt est une commune de l'Ouest du département de l'Eure, limitrophe de celui du Calvados. Selon l'atlas des paysages de Haute-Normandie, elle appartient à la région naturelle du Lieuvin. Toutefois, l'Agreste, le service de la statistique et de la prospective du ministère chargé de l'agriculture, la classe au sein du pays d'Auge (en tant que région agricole).

### Communes limitrophes
| Asnières            | Bailleul-la-Vallée      | Bailleul-la-Vallée |
| Fumichon (Calvados) | Piencourt               | Fontaine-la-Louvet |
| Marolles (Calvados) | L'Hôtellerie (Calvados) | Les Places         |

### Hydrographie
La commune est située dans le bassin Seine-Normandie. Une petite rivière, la Paquine, affluente de la Touques, constitue la limite sud du territoire communal, limitrophe de Marolles (et également la limite entre les départements du Calvados et de l'Eure). Toutefois, sur cette partie, la rivière est le plus souvent asséchée et n'est véritablement fonctionnelle que lors des fortes pluies,,.

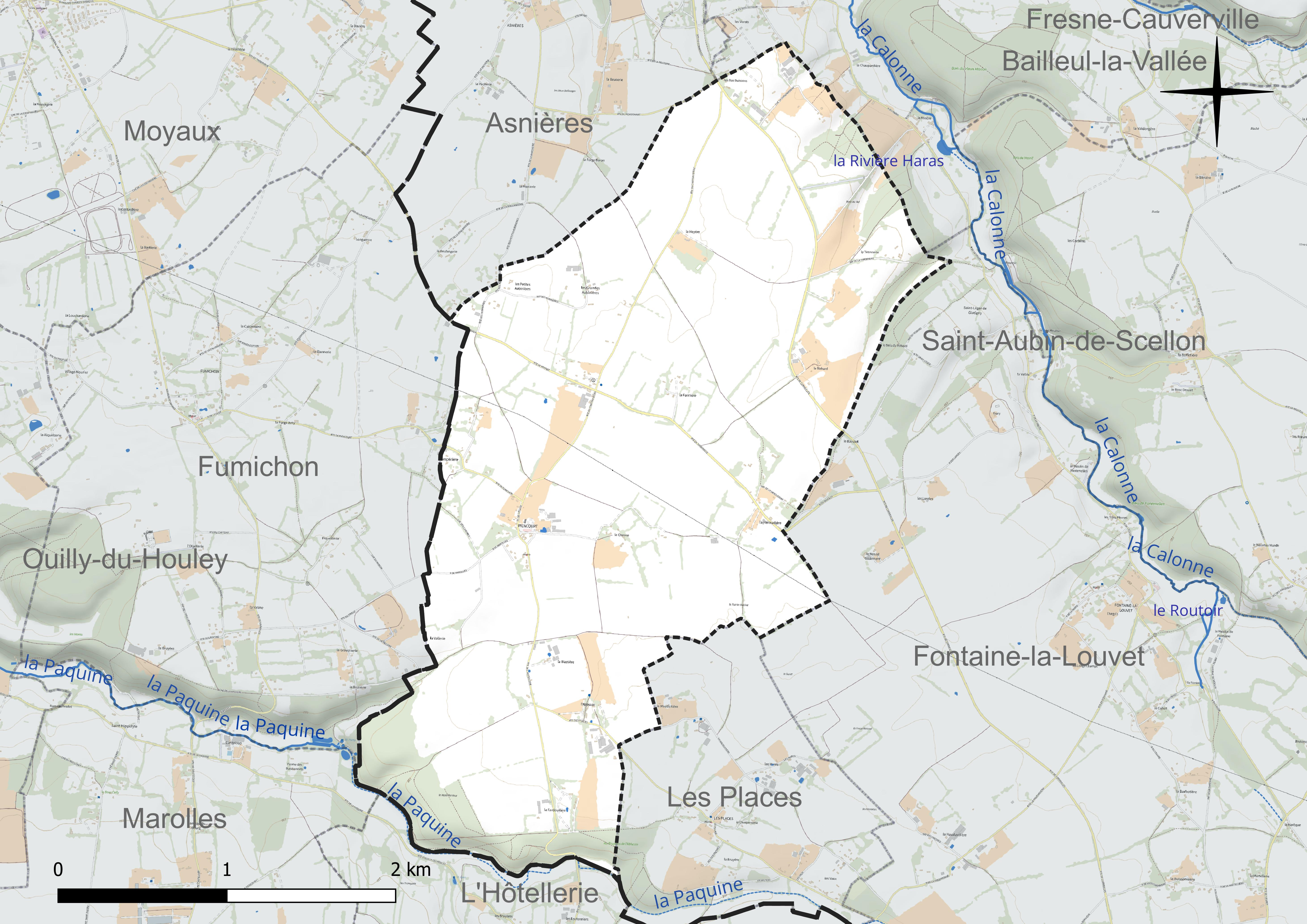
Réseau hydrographique de Piencourt.

### Climat
Pour des articles plus généraux, voir Climat de la Normandie et Climat de l'Eure.
En 2010, le climat de la commune est de type climat océanique altéré, selon une étude du CNRS s'appuyant sur une série de données couvrant la période 1971-2000. En 2020, Météo-France publie une typologie des climats de la France métropolitaine dans laquelle la commune est exposée à un climat océanique et est dans la région climatique  Côtes de la Manche orientale, caractérisée par un faible ensoleillement (1 550 h/an) ; forte humidité de l’air (plus de 20 h/jour avec humidité relative > 80 % en hiver), vents forts fréquents. Parallèlement le GIEC normand, un groupe régional d’experts sur le climat, différencie quant à lui, dans une étude de 2020, trois grands types de climats pour la région Normandie, nuancés à une échelle plus fine par les facteurs géographiques locaux. La commune est, selon ce zonage, exposée à un « climat contrasté des collines », correspondant au Pays d’Auge, Lieuvin et Roumois, moins directement soumis aux flux océaniques et connaissant toutefois des précipitations assez marquées en raison des reliefs collinaires qui favorisent leur formation.
Pour la période 1971-2000, la température annuelle moyenne est de 10 °C, avec  une amplitude thermique annuelle de 13,5 °C. Le cumul annuel moyen de précipitations est de 867 mm, avec 12,9 jours de précipitations en janvier et 8,6 jours en juillet. Pour la période 1991-2020, la température moyenne annuelle observée sur la station météorologique la plus proche, située sur la commune de Lieurey à 10 km à vol d'oiseau, est de 11,3 °C et le cumul annuel moyen de précipitations est de 893,1 mm,. Pour l'avenir, les paramètres climatiques de la commune estimés pour 2050 selon différents scénarios d’émission de gaz à effet de serre sont consultables sur un site dédié publié par Météo-France en novembre 2022.

## Urbanisme

### Typologie
Au 1er janvier 2024, Piencourt est catégorisée commune rurale à habitat très dispersé, selon la nouvelle grille communale de densité à 7 niveaux définie par l'Insee en 2022.
Elle est située hors unité urbaine et hors attraction des villes,.

### Occupation des sols
L'occupation des sols de la commune, telle qu'elle ressort de la base de données européenne d’occupation biophysique des sols Corine Land Cover (CLC), est marquée par l'importance des territoires agricoles (92,2 % en 2018), une proportion identique à celle de 1990 (92,2 %). La répartition détaillée en 2018 est la suivante : 
terres arables (54,9 %), prairies (37,3 %), forêts (7,8 %). L'évolution de l’occupation des sols de la commune et de ses infrastructures peut être observée sur les différentes représentations cartographiques du territoire : la carte de Cassini (XVIIIe siècle), la carte d'état-major (1820-1866) et les cartes ou photos aériennes de l'IGN pour la période actuelle (1950 à aujourd'hui).

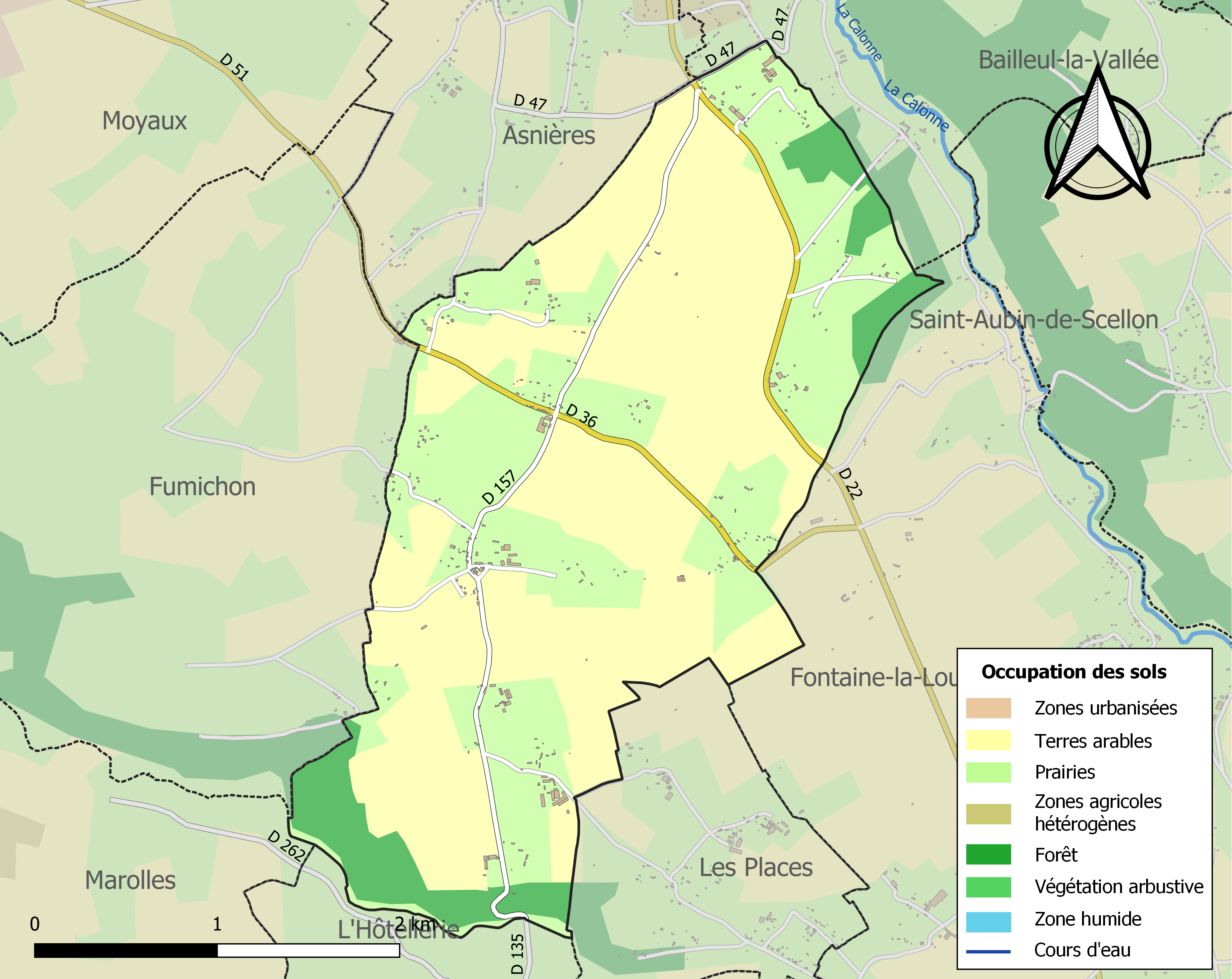
Carte des infrastructures et de l'occupation des sols de la commune en 2018 (CLC).

## Toponymie
Le nom de la localité est mentionné sous les formes Pes in curte (cartulaire du prieuré de Beaumont) et de Pede in curta en 1142, Piencort en 1175 (charte de Rotrou, archives de Rouen), Pieenchiæ en 1248 (cartulaire de l’Estrée).
La forme latinisée de Pede in curta de 1142 n'est pas à retenir, il s'agit d'une traduction fantaisiste. L'élément Pien- s'explique par un anthroponyme germanique, possiblement Badinus cité par Marie-Thérèse Morlet,, à moins d'y voir le nom d'homme germanique Piezi ou de femme Peza, que l'on déduit à partir du nominatif de pede, c'est-à-dire pes.
Il s'agit d'une formation toponymique médiévale en -court, appellatif dont le sens primitif est « cour de ferme, ferme » et qui a donné le français moderne cour (anciennement cort), issu du bas latin cōrtem. Ces formations toponymiques en -court sont caractéristiques de l'extrême Nord de la France et révèlent la trace des premiers établissement francs, ils n'ont pas été employés au-delà du IXe siècle. -court est généralement précédé en composition d'un nom de personne germanique au cas régime.

## Politique et administration
| Période                                  | Période  | Identité        | Étiquette | Qualité |
| ---------------------------------------- | -------- | --------------- | --------- | ------- |
| 1984                                     | 2020     | Philippe De Lye |           |         |
| 2020                                     | En cours | Loïse Vermeulen |           |         |
| Les données manquantes sont à compléter. |          |                 |           |         |

## Démographie
L'évolution du nombre d'habitants est connue à travers les recensements de la population effectués dans la commune depuis 1793. Pour les communes de moins de 10 000 habitants, une enquête de recensement portant sur toute la population est réalisée tous les cinq ans, les populations de référence des années intermédiaires étant quant à elles estimées par interpolation ou extrapolation. Pour la commune, le premier recensement exhaustif entrant dans le cadre du nouveau dispositif a été réalisé en 2004.

En 2022, la commune comptait 169 habitants, en évolution de +12,67 % par rapport à 2016 (Eure : −0,25 %, France hors Mayotte : +2,11 %).
| 1793 | 1800 | 1806 | 1821 | 1831 | 1836 | 1841 | 1846 | 1851 |
| ---- | ---- | ---- | ---- | ---- | ---- | ---- | ---- | ---- |
| 570  | 633  | 661  | 575  | 564  | 516  | 504  | 501  | 503  |

| 1856 | 1861 | 1866 | 1872 | 1876 | 1881 | 1886 | 1891 | 1896 |
| ---- | ---- | ---- | ---- | ---- | ---- | ---- | ---- | ---- |
| 476  | 465  | 462  | 453  | 439  | 381  | 354  | 322  | 300  |

| 1901 | 1906 | 1911 | 1921 | 1926 | 1931 | 1936 | 1946 | 1954 |
| ---- | ---- | ---- | ---- | ---- | ---- | ---- | ---- | ---- |
| 300  | 275  | 263  | 233  | 238  | 227  | 220  | 232  | 249  |

| 1962 | 1968 | 1975 | 1982 | 1990 | 1999 | 2004 | 2006 | 2009 |
| ---- | ---- | ---- | ---- | ---- | ---- | ---- | ---- | ---- |
| 185  | 173  | 160  | 134  | 156  | 147  | 141  | 143  | 173  |

| 2014 | 2019 | 2022 | - | - | - | - | - | - |
| ---- | ---- | ---- | - | - | - | - | - | - |
| 154  | 165  | 169  | - | - | - | - | - | - |

## Culture locale et patrimoine

### Événements
Piencourt est un village dynamique qui organise de nombreux évènements qui sont généralement orchestrés par la mairie et le comité des fêtes, on peut y trouver : 
- La célèbre fête du village tous les deuxièmes weekends du mois de juillet. Avec une messe le matin et un repas le midi, ainsi que le soir, toujours accompagnés de musique. On y trouve également différentes activités comme le loto bouse et différents jeux pour divertir les enfants.
- La foire à tout, début juillet qui rassemble également de nombreuses personnes.
- Quelques marches au sein de la commune pour faire un peu de sport et passer du bon temps.
- Une célébration de noël avec les enfants qui y reçoivent un petit cadeau.
- Ainsi que d'autres évènements (repas des anciens, commémorations, etc.)

### Lieux et monuments
- Le manoir de style normand datant du XVIe siècle est situé au centre du village et est bâti sur une ancienne motte féodale. La trace des anciennes douves est encore visible. Il s'agit d'un édifice comprenant un premier niveau en pierre calcaire et silex, et un second, en colombage construit en encorbellement.
- L'église Saint-Saturnin est un édifice largement repris aux XVIIe – XVIIIe siècles, mais dont certains éléments de la construction antérieure ont été préservés : tour-clocher carrée d'époque romane, portail roman en plein-cintre avec des chapiteaux carrés, grande fenêtre gothique sur la façade et porche normand en chêne datant du XVe siècle. Une toile de Jean Nicolle y est recensée à titre d'objet monument historique  : une pietà[30], datée de 1639.

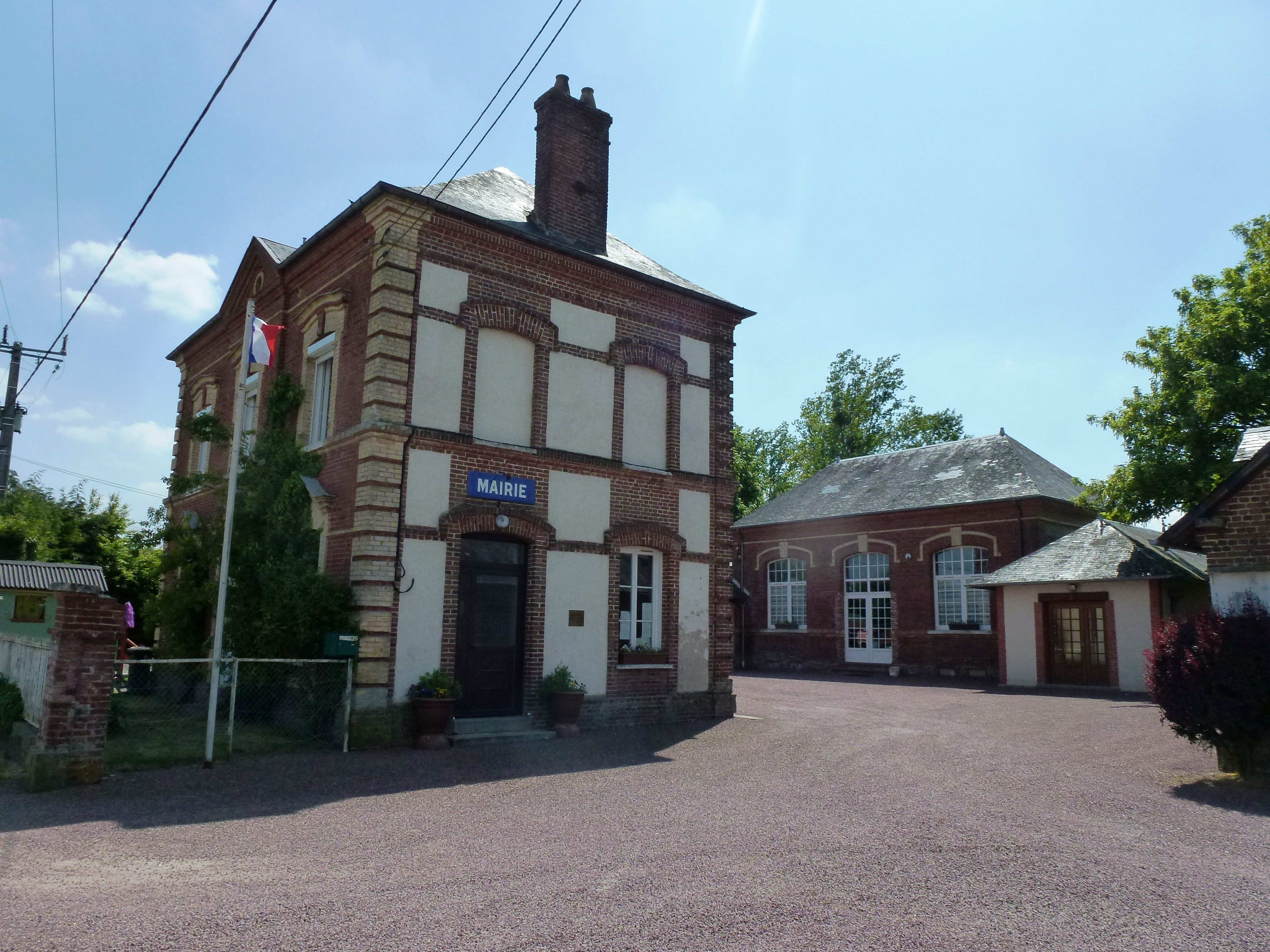
Mairie et école.
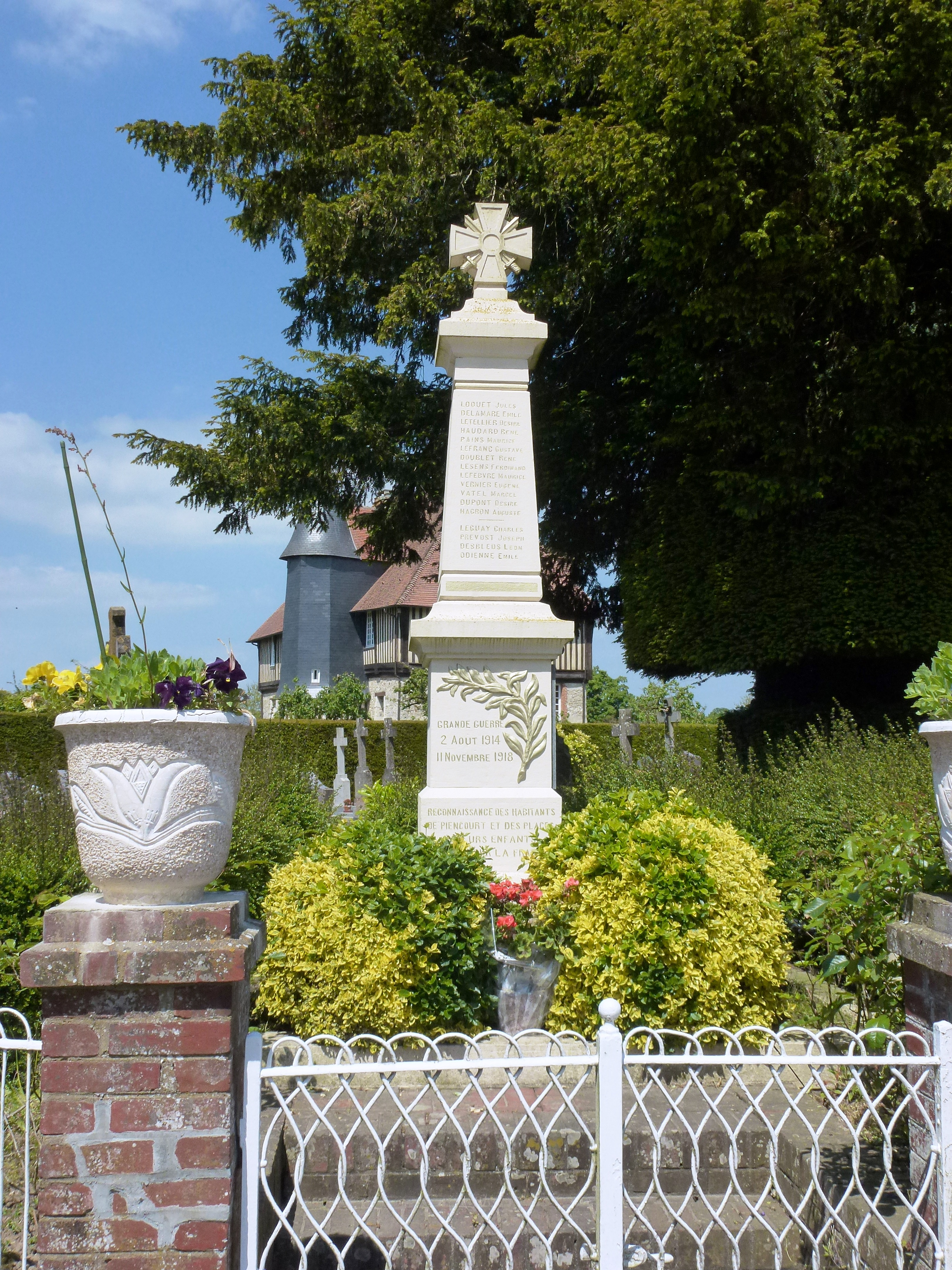
Monument aux morts.
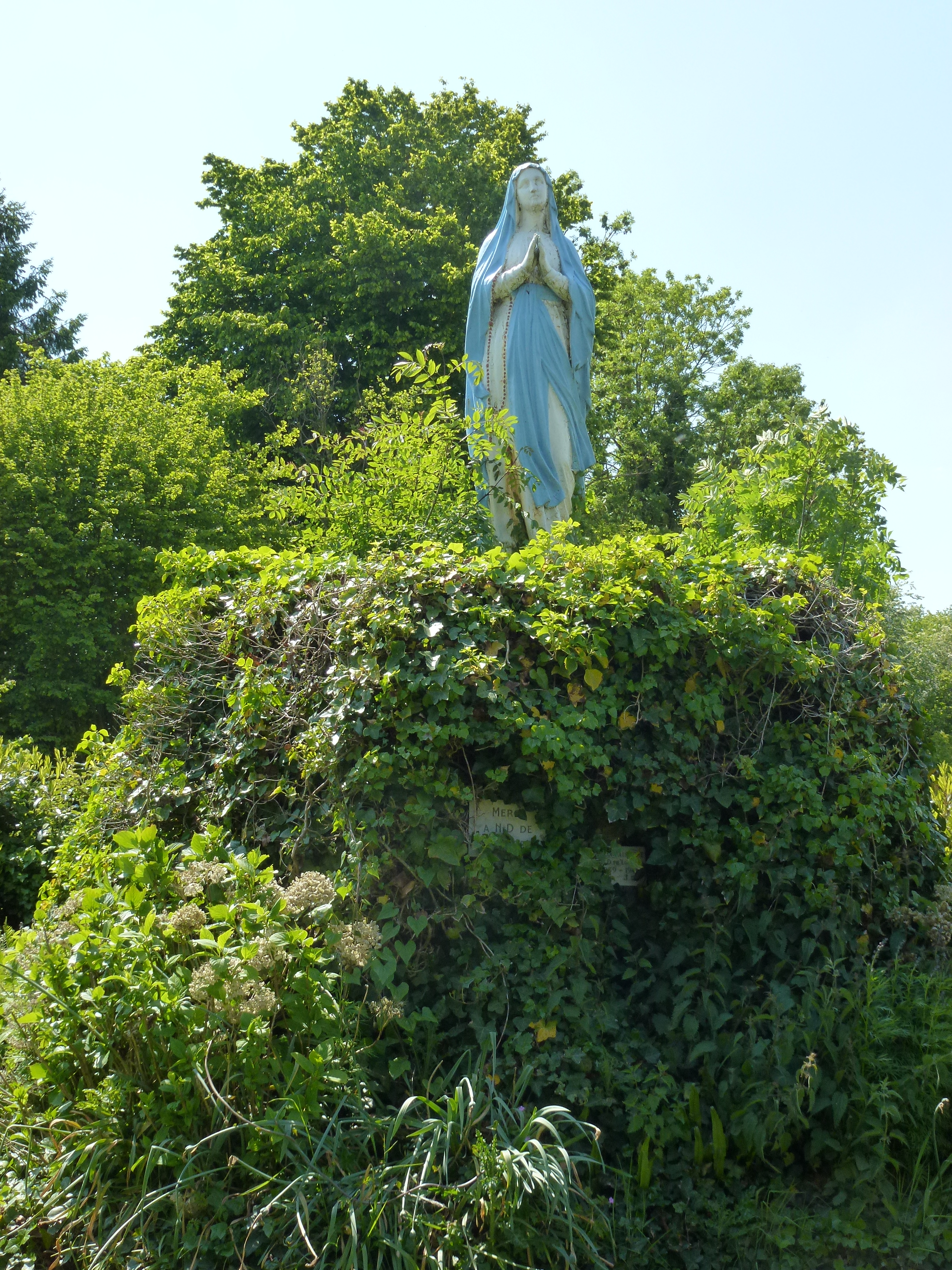
Statue de la Vierge.
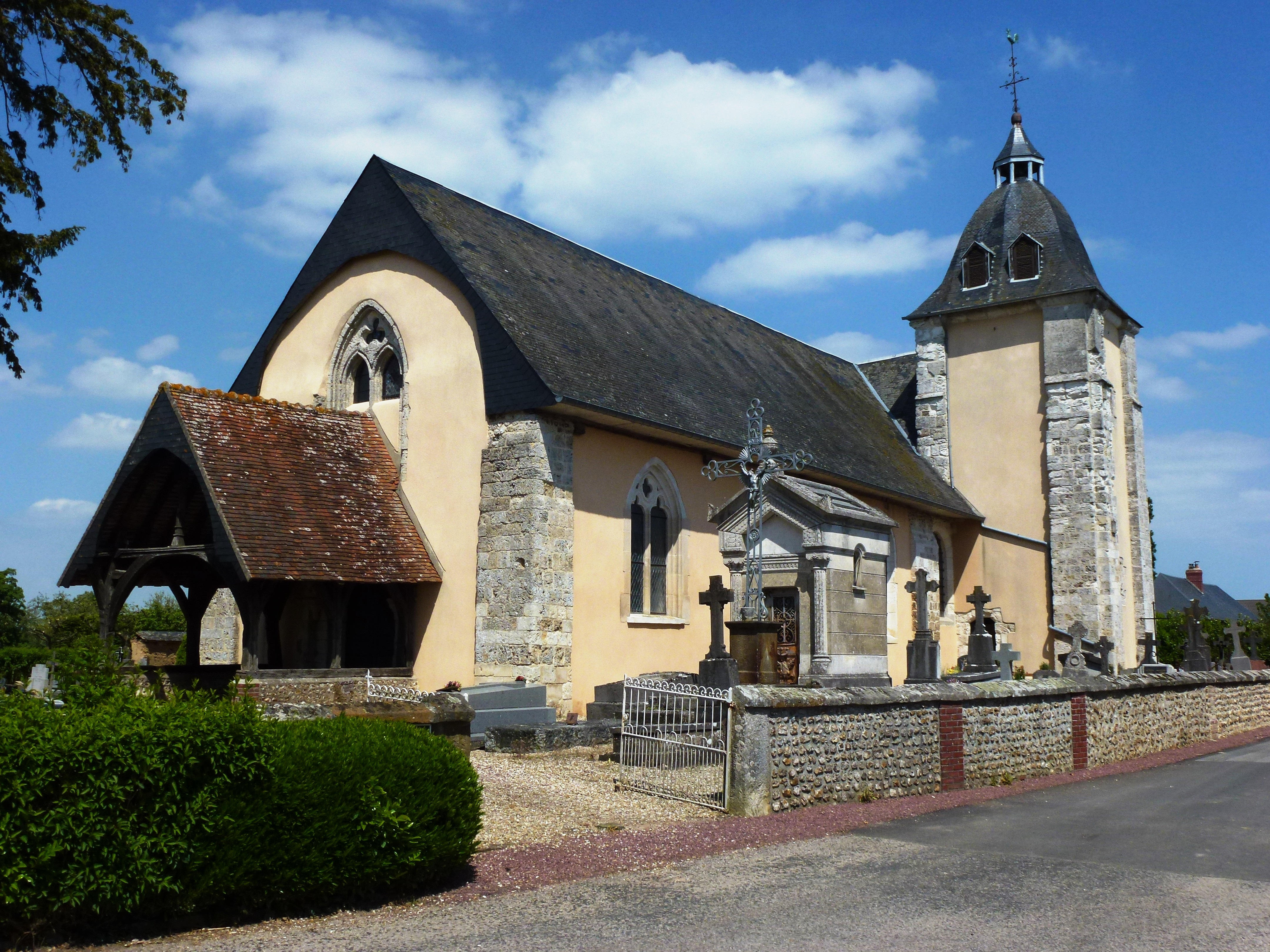
Église Saint-Saturnin, porche du XVe siècle.
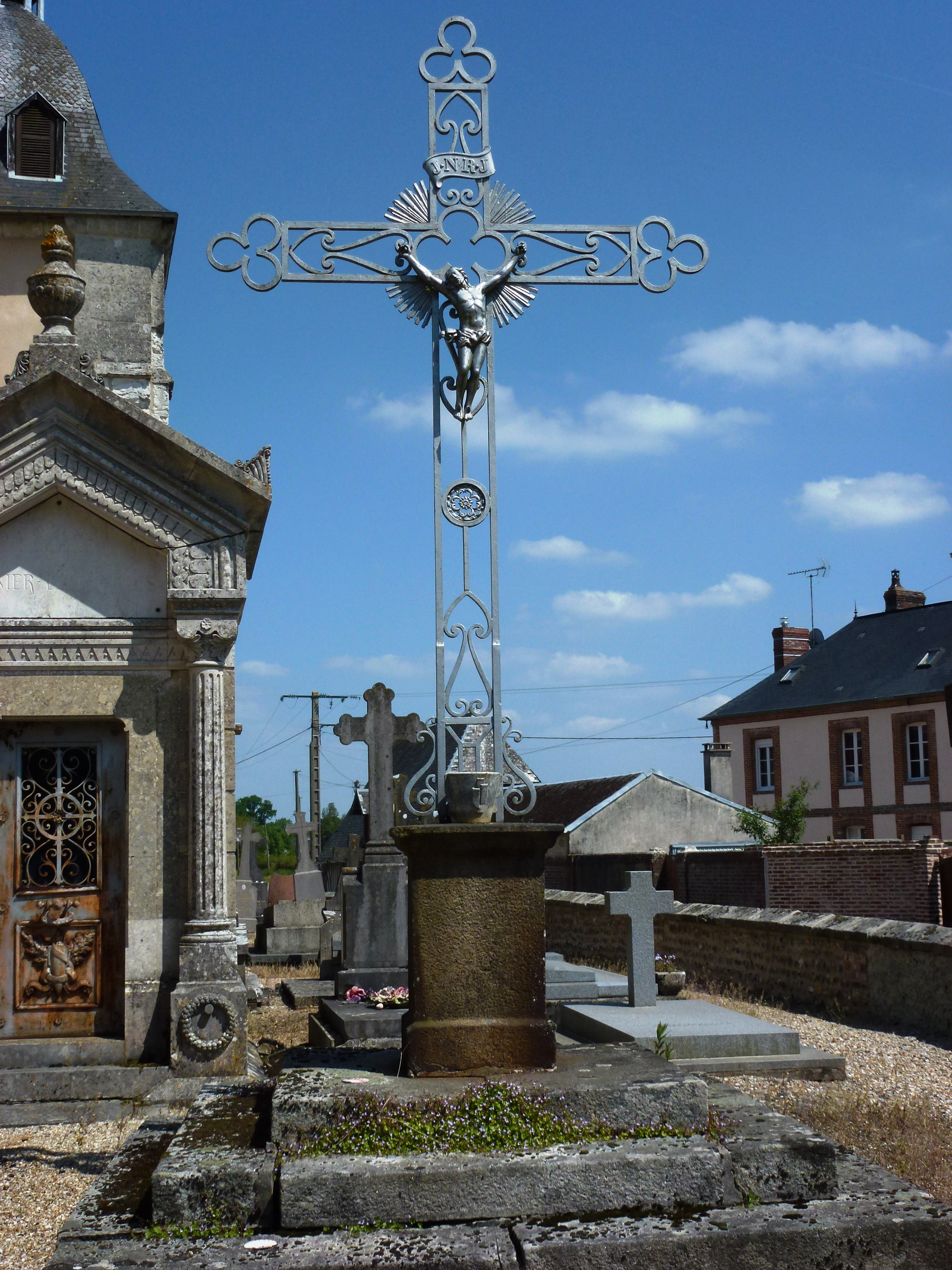
Croix de cimetière.

### Patrimoine naturel

#### ZNIEFF de type 1
- La Paquine et ses principaux affluents-frayères[31].

#### ZNIEFF de type 2
- La haute vallée de la Calonne[32].
- La vallée de la Paquine[33].

### Personnalités liées à la commune
- Loel Guinness (1906-1988), politicien et banquier britannique, propriétaire du haras de Piencourt.
- André Rossignol, pilote de course français, vainqueur des 24 heures du Mans, enterré à Piencourt où il possédait un manoir.

## Héraldique
| Blason de Piencourt | Blason  | Parti: au 1 de gueules à un taureau arrêté d'or, au 2 de sinople à trois mains dextres appaumées d'argent; le tout au chef d'azur semé de mouchetures d'hermine d'or, à la croix de gueules brochante |
| Blason de Piencourt | Détails | Créé par JF Binon. Sur PanneauPocket 2023. |